# Digital Mobile Radio
DMR (ang. Digital Mobile Radio) – otwarty standard cyfrowej łączności radiowej opracowany przez Europejski Instytut Norm Telekomunikacyjnych (ETSI) i zatwierdzony w 2005 roku. Specyfikacja standardu DMR jest zawarta w serii dokumentów ETSI TS 102 361 (cz. 1-4).

## Zasada działania
DMR wykorzystuje wielodostęp z podziałem czasowym TDMA (Time Division Multiple Access), który pozwala udostępnić w jednym kanale radiowym o szerokości 12,5 kHz 2 niezależne szczeliny czasowe umożliwiające korzystanie z 2 niezależnych kanałów komunikacyjnych. Pozwala to prowadzić 2 niezależne rozmowy telekomunikacyjne, bądź przesyłać w tym samym czasie dane.
Charakterystyka systemu działającego w standardzie DMR
- Szerokość kanału radiowego – 12,5 kHz.
- Wielodostęp z podziałem w dziedzinie czasu (TDMA) – w jednym kanale radiowym o szerokości 12,5 kHz mieszczą się dwa kanały wirtualne, w których może być niezależnie od siebie prowadzona łączność głosowa lub transmisja danych. Tym samym osiąga się lepsze wykorzystanie widma radiowego (efektywność widmową). Ponadto dzięki temu użytkownicy analogowych systemów łączności radiowej z odstępem międzykanałowym 12,5 kHz mogą przejść na łączność cyfrową bez potrzeby ubiegania się o nowe pozwolenia radiowe.
- Modulacja sygnału radiowego – czterowartościowa modulacja FSK (4FSK).
- Wykorzystanie kodowania korekcyjnego (FEC) oraz cyklicznego kodu nadmiarowego (CRC) do weryfikacji poprawności odbieranego sygnału oraz korygowanie go. Dzięki temu przy takim samym poziomie sygnału odbieranego jakość dźwięku w łączności DMR jest lepsza niż w łączności analogowej. Mogą się wprawdzie pojawić typowo cyfrowe zniekształcenia dźwięku, lecz wyeliminowano tutaj uciążliwy szum znany z systemów łączności analogowej.
- Kodek dźwięku – AMBE+2 firmy Digital Voice Systems. Sam standard DMR nie precyzuje wprawdzie algorytmu kodowania dźwięku, lecz jego twórcy uzgodnili pomiędzy sobą, że w celu zapewnienia współpracy urządzeń radiowych różnych producentów powszechnie stosowanym kodekiem będzie właśnie AMBE+2.
- Dłuższy czas pracy urządzeń radiowych na baterii oraz większa sprawność energetyczna – jak w przypadku innych systemów wykorzystujących wielodostęp TDMA (m.in. GSM i TETRA), układ nadajnika radiotelefonu jest włączony tylko podczas trwania szczeliny czasowej przydzielonej jego użytkownikowi. W przypadku DMR, nadawanie odbywa się w co drugiej szczelinie czasowej, czyli w efekcie jedynie przez połowę czasu trwania łączności.
- Łatwość tworzenia i dodawania aplikacji do transmisji danych – DMR wspiera transmisję danych równolegle z łącznością głosową, można więc wyposażyć system radiowy w funkcje takie, jak przesyłanie wiadomości tekstowej, lokalizacja GPS, telemetria i automatyczna lokalizacja pojazdów (AVL).
- Zaawansowane funkcje i elastyczność – dwa wirtualne kanały w jednym kanale radiowym można wykorzystać na różne sposoby: do realizacji dwóch półdupleksowych połączeń głosowych, równoległej transmisji danych lub do sygnalizacji zwrotnej (zdalne sterowanie nadajnikiem, nadawanie priorytetów wywołaniom, realizacja wywołań alarmowych). Jest także teoretyczna możliwość równoczesnej transmisji danych w obydwu kanałach wirtualnych i realizacja połączeń w trybie pełnego dupleksu.

## Stowarzyszenie DMR
W 2005 roku zawarto porozumienie pomiędzy ETSI a grupą czołowych producentów sprzętu radiowego do łączności ruchomej: Tait Radio Communications, Fylde Micro, Selex, Motorola, Vertex Standard, Kenwood i Hytera. W ten sposób powstało Stowarzyszenie DMR-MOU (DMR Memorandum of Understanding Association), którego zadaniem miało być wspieranie ETSI w procesie tworzenia standardu DMR. W 2009 roku członkowie DMR-MOU powołali do życia Stowarzyszenie DMR (DMR Association), zrzeszające producentów i organizacje zainteresowane wykorzystywaniem lub wytwarzaniem urządzeń działających w standardzie DMR, lub wspieraniem rozwoju tego standardu na inne sposoby. Jednym z celów statutowych Stowarzyszenia jest przeprowadzanie testów interoperacyjności urządzeń DMR, tj. sprawdzanie ich pod kątem współpracy z urządzeniami innych producentów i wydawanie stosownych certyfikatów.

## Poziomy standardu DMR
Standard DMR podzielono na trzy poziomy (ang. Tier) przeznaczone dla różnych grup docelowych.

### Poziom 1 DMR – nielicencjonowany
Przeznaczony do zastosowań prywatnych oraz dla małych przedsiębiorstw. Urządzenia radiowe pracują w nielicencjonowanym paśmie 446 MHz z niską mocą wyjściową nadajnika (do 0,5 W) oraz ze zintegrowanymi lub przyłączonymi na stałe antenami. Ponadto na poziomie 1 nie wykorzystuje się przemienników ani stacji bazowych – radiotelefony łączą się ze sobą w trybie bezpośrednim – DMO.

### Poziom 2 DMR – cyfrowa łączność konwencjonalna
Poziom 2 DMR obejmuje konwencjonalne systemy cyfrowej łączności radiowej działające w zakresie częstotliwości 66–960 MHz. Jest on przeznaczony dla użytkowników potrzebujących efektywnego widmowo systemu łączności oraz chcących oprócz łączności głosowej korzystać także z transmisji danych oraz zaawansowanych możliwości, jakie daje standard DMR. Sprzęt radiowy zgodny z poziomem 2 standardu DMR wprowadziły na rynek firmy: EMC, Excera, Harris, Hytera, Motorola Solutions, Radio Activity, Selex Elsag, Simoco i Vertex Standard.

### Poziom 3 DMR – trunking
Poziom 3 DMR stanowi trunkingową wersję poziomu 2 i oprócz łączności głosowej wspiera przesyłanie krótkich wiadomości tekstowych (podobnych do obsługiwanych w standardzie MPT1327) i 128-znakowych statusów oraz przesyłanie danych (do 288 bitów) o różnych formatach. Obsługiwane jest również przesyłanie pakietów danych o różnych formatach, w tym IPv4 i IPv6. Sprzęt radiowy zgodny z poziomem 3 DMR wprowadziły na rynek firmy: Excera, Harris, Hytera i Tait Communications.